# Клаус Воверајт
Клаус Воверајт (рођен 1. октобра 1953. у Берлину) је немачки политичар, члан Социјалдемократске парије Немачке и био је градоначелник Берлина у периоду 2001-2014.
Воверајт је похађао Ulrich-von-Hutten-Oberschule школу и потом студирао право у западном Берлину. Од 1979. био је одборник, а од 1984. до 1995. члан општинске владе у берлинској општини Темпелхоф. Године 1995. изабран је за посланика берлинске скупштине, да би 1999. постао и председник СДП-а за Берлин. Од 2001. до 2014. године био је градоначелник Берлина.Одустао је од положаја 11. децембра 2014. због кашњења на аеродрому, где је био председник надзорног одбора.
Воверајт је један од најпознатијих немачких политичара који се јавно изјашњава као хомосексуалац. Када се су 2001. неки немачки медији припремали да јавно тематизују његову сексуалну оријентацију, он их је предупредио рекавши на једној изборној конвенцији: Ich bin schwul - und das ist auch gut so. (у преводу: Ја сам хомосексуалац - и то је добро тако).